# PostNuke
 (octobre 2018).
Postnuke est un système de gestion de contenu robuste et permettant une grande adaptation aux besoins des webmasters. Il fonctionne à l'aide d'une base de données et d'une interface PHP / MySQL. PostNuke est soutenu par une communauté active de par le monde. Il a changé de nom pour devenir Zikula.

## Historique
Lancé en juillet 2001 par Greg Allan*(aka Adam Baum) et Jean-Pierre Michaud*(aka nexia), le projet PostNuke est un système de gestion de contenu Libre et distribué gratuitement sous licence GPL, utilisé par des centaines de milliers de sites Internet à travers le monde. Se sont joints au projet Harry Zink et  Mark West. L'origine de ce projet, décrit ailleurs comme étant une crise existentielle de certains codeurs qui n'avaient pas d'autre plateforme à laquelle participer, vient surtout du besoin de Adam et nexia de faire une "branche" du projet phpNuke qui ne leur permettait pas d'exploiter leurs talents au maximum. L'équipe de développement de PostNuke a continué sans les deux fondateurs après le décès de Greg Allan le 16 juin 2002. Jean-Pierre Michaud a pour sa part joint le projet Wordpress quelques mois plus tard ainsi que l'équipe de développement du logiciel vBulletin.
En juin 2004, la Fondation PostNuke fut créée afin de fournir une structure légale et une identité sous la forme d'une organisation à but non lucratif afin d'assurer la croissance et le développement au-delà de la contribution du particulier. Les membres fondateurs de la Fondation PostNuke sont Harry Zink (Fizbin Consultants, LLC), Mark West (Chef du développement), La Fondation PostNuke allemande (représentée actuellement par Andreas Krapohl), Drak (HostNuke?), et Vanessa Haakenson (Distance-Educator.com).
En 2008, Postnuke devrait connaître une nouvelle étape importante de son développement, avec l'arrivée d'une nouvelle version .8 qui sera la dernière sous le nom de Postnuke.

## Description
PostNuke est un Système de gestion de contenu (CMS) disponible gratuitement. Il est écrit en langage PHP et est soumis à la licence GNU (General Public Licence, GPL) qui en fait un logiciel librement diffusable et modifiable. Postnuke sépare le contenu et sa structure et permet aux webmestres de gérer leur site internet depuis un simple navigateur. PostNuke est développé de façon souple et modulaire. Les fonctions importantes sont développées de façon centrale et utilisées dans des modules.
PostNuke dispose d’un noyau robuste sur lequel est programmé l’interface, le système ADOdb d’abstraction de base de données et le système de templates basé sur Smarty permettent la sécurité, la mise en place d’utilisateurs et la gestion de groupes.
Le développement de PostNuke vise aussi à une performance optimale de l'ensemble du système ; le lien avec la base de données, permet une accélération de l’accès aux données les plus souvent accédées. En particulier pour les données statiques (qui sont en libre accès). Ces informations produites dynamiquement sont donc stockées et disponibles très rapidement depuis le serveur avec cette technologie.

## Schéma
Mettre en place un site PostNuke est une chose à réfléchir, par rapport à un site dit « classique » ou à l’engagement d’un professionnel. Une grande étape est l’utilisation du système de gestion de templates Xanthia. Il permet de créer un site correspondant parfaitement aux besoins graphiques à l’aide de Smarty et de ses capacités à s’adapter à la langue demandée. La mise en place de templates permet en outre de créer des thèmes totalement compatibles W3C. Par la mise en place de l’abstraction de la base de données, ADOdb permettra à l’avenir l’utilisation d’autres systèmes de base de données autre que MySQL.

## Source
- (fr) www.postnuke-france.org - support en français
- (en) www.postnuke.com - site international